# 兴安北省
兴安北省，是满洲国曾经设立的一个省，地域相当于今呼伦贝尔市的大兴安岭西麓。以大兴安岭为界，与兴安东省为邻。

## 历史
1932年3月9日，依照《興安省分設三分省之件》，設置興安北分省，分省公署設立於海拉爾（今呼倫貝爾市海拉爾區），下轄索倫左翼旗、索倫右翼旗、新巴爾虎左翼旗、新巴爾虎右翼旗、陳巴爾虎旗、鄂魯特旗、布里雅特旗、鄂倫春旗。撤销了呼伦县、胪滨县、奇乾县、室韦县。凌陞任分省长。
1934年12月1日，满洲国把兴安东分省、兴安西分省分省、兴安南分省、兴安北分省升格为4个省。 
1936年（康德三年）1月1日，廢除北滿特別區，將滿洲里市及海拉爾市編入興安北省。
1944年（康德十年）10月1日，伴隨著設置興安總省，興安北省公署改制為總省的派出機關興北地區行署，下轄6旗2縣：
- 索倫旗
- 新巴爾虎左翼旗
- 新巴爾虎右翼旗
- 陳巴爾虎旗
- 額爾克納左翼旗
- 額爾克納右翼旗
- 海拉爾市
- 滿洲里市

1945年日本投降后，隶属于兴安省。